# 6 tháng 2
Ngày 6 tháng 2 là ngày thứ 37 trong lịch Gregory. Còn 328 ngày trong năm (329 ngày trong năm nhuận).

## Sự kiện
- 1649 – Nghị viện Scotland tuyên bố Charles II là quốc vương của Anh Quốc, song Nghị viện Anh và Nghị viện Ireland sau đó không làm như vậy.
- 1685 – James II trở thành quốc vương khi anh là Charles II qua đời.
- 1788 – Massachusetts trở thành bang thứ sáu phê chuẩn Hiến pháp Hoa Kỳ.
- 1833 – Othon I trở thành quốc vương đầu tiên của Hy Lạp hiện đại.
- 1840 – Đại diện của Anh Quốc và các tù trưởng Maori ký kết Hiệp định Waitangi, thiết lập New Zealand làm một thuộc địa của Anh Quốc.
- 1851 – Cháy rừng cây bụi quy mô lớn tại khu vực đông nam của lục địa Úc, thiêu cháy một phần tư diện tích bang Victoria hiện nay.
- 1862 – Nội chiến Hoa Kỳ: Hải quân Hoa Kỳ giành được thắng lợi quân sự đầu tiên cho phe Liên bang trong Trận đồn Henry.
- 1899 – Chiến tranh Tây Ban Nha-Mỹ: Thượng viện Hoa Kỳ phê chuẩn Hiệp định Paris, một hiệp định hòa bình giữa Hoa Kỳ và Tây Ban Nha.
- 1936 – Thế vận hội Mùa đông thứ IV khai mạc tại Garmisch-Partenkirchen, Đức
- 1942 – Chiến tranh thế giới thứ hai: Chiến dịch Toropets–Kholm kết thúc với thắng lợi của Liên Xô.
- 1942 – Chiến tranh thế giới thứ hai: Anh Quốc tuyên chiến với Thái Lan.
- 1952 – Elizabeth II trở thành nữ vương của Anh Quốc và các quốc gia Thịnh vượng chung khác.
- 1958 – Tám cầu thủ của Manchester United F.C. và 15 hành khách khác thiệt mạng trong Thảm họa hàng không München.
- 1965 – Chiến tranh Việt Nam: Trận tấn công Căn cứ không quân Pleiku.
- 1968 – Chiến tranh Việt Nam: Trận Làng Vây bắt đầu.
- 1998 – Sân bay quốc gia Washington được đổi tên thành Sân bay quốc gia Ronald Reagan Washington.
- 2000 – Chiến tranh Chechnya lần thứ hai: Nga chiếm thủ đô Grozny của Chechnya, buộc chính phủ ly khai Cộng hòa Chechnya Ichkeria phải lưu vong.
- 2006 – Stephen Harper nhậm chức Thủ tướng thứ 22 của Canada.

## Sinh
- 885 – Thiên hoàng Daigo, Thiên hoàng của Nhật Bản, tức 18 tháng 1 năm Ất Tị (m. 930)
- 1611 – Chu Do Kiểm, tức Minh Tư Tông hay Sùng Trinh Đế, hoàng đế triều Minh, tức 24 tháng 12 năm Canh Tuất (m. 1644)
- 1664 – Mustafa II, sultan của Ottoman (m. 1703)
- 1756 – Aaron Burr, Phó Tổng thống Hoa Kỳ (m. 1836)
- 1833 – James Ewell Brown Stuart, sĩ quan quân đội Hoa Kỳ (m. 1864)
- 1834 – Wilhelm von Scherff, tướng lĩnh và tác gia người Đức (m. 1911)
- 1845 – Đỗ Huy Liêu, quan viên triều Nguyễn, tức 30 tháng 12 năm Giáp Thìn (m. 1891)
- 1872 – Robert Maillart, kỹ sư người Thụy Sĩ (m. 1940)
- 1892 – William P. Murphy, thầy thuốc người Mỹ, đoạt giải Nobel (m. 1987)
- 1908 – Edward Lansdale, sĩ quan quân đội Hoa Kỳ (m. 1987)
- 1911 – Ronald Reagan, cựu diễn viên, chính trị gia người Mỹ, Tổng thống thứ 40 của Hoa Kỳ (m. 2004)
- 1912 – Eva Braun, nhiếp ảnh gia người Đức, bạn gái lâu năm và là vợ của Adolf Hitler trong thời gian ngắn (s. 30/4/1945)
- 1913 – Mary Leakey, nhà nhân loại học người Anh Quốc (m. 1996)
- 1916 – Lê Khắc, kỹ sư, tướng lĩnh, chính trị gia người Việt Nam (m. 1990)
- 1924 – Kim Dung, tác gia người Hồng Kông
- 1932 – François Truffaut, diễn viên, đạo diễn người Pháp (m. 1984)
- 1941 – Bích Chiêu, nữ ca sĩ người Việt Nam (m. 2022)
- 1945 – Đào Đình Bình, chính trị gia người Việt Nam
- 1945 – Bob Marley, ca sĩ, tay trống người Jamaica-Mỹ (m. 1981)
- 1950
  - Natalie Cole, ca sĩ Mỹ (m. 2015)
  - Matsushita Susumu, họa sĩ truyện tranh người Nhật Bản
- 1966 – Rick Astley, ca sĩ Anh
- 1971 – Brian Stepanek, diễn viên người Mỹ
- 1976 – Công nương Marie của Đan Mạch, công nương của Đan Mạch. Vợ hiện tại của hoàng tử Joachim
- 1983 – Melrose Bickerstaff, người mẫu và nhà thiết kế thời trang người Mỹ
- 1985 – Nguyễn Vũ Phong, cầu thủ bóng đá người Việt Nam
- 1986 – Jung Yun-ho, ca sĩ, vũ công, diễn viên người Hàn Quốc (DBSK)
- 1987 – DJ Raiden
- 1995 – Moon Jong-up, ca sĩ, diễn viên người Hàn Quốc (B.A.P)

## Mất
- 1497 – Johannes Ockeghem, nhà soạn nhạc người Bỉ (s. 1410)
- 1593 – Ōgimachi, thiên hoàng của Nhật Bản, tức 5 tháng 1 năm Quý Tỵ (s. 1517)
- 1685 – Charles II, quốc vương của Anh, Scotland, Ireland (s. 1630)
- 1695 – Ahmed II, sultan của Ottoman (s. 1643)
- 1740 – Giáo hoàng Clêmentê XII (s. 1652)
- 1804 – Joseph Priestley, nhà thần học người Anh (s. 1733)
- 1877 – Nguyễn Phúc Miên Thanh, tước phong Trấn Biên Quận công, hoàng tử con vua Minh Mạng (s. 1830)
- 1899 – Leo von Caprivi, Thủ tướng Đức (s. 1831)
- 1918 – Gustav Klimt, họa sĩ người Áo (s. 1862)
- 1952 – George VI, quốc vương của Anh Quốc (s. 1895)
- 1981 – Friederike Luise của Hannover, vương hậu của Hy Lạp (s. 1917)
- 1993 – Arthur Ashe, vận động viên quần vợt người Mỹ (s. 1943)
- 1995 – Suzuki Choji, võ sư Karatedo người Nhật Bản
- 1998 – Falco, ca sĩ, nhạc sĩ người Áo (s. 1957)
- 2001 – Trần Văn Lắm, chính trị gia người Việt Nam (s. 1913)
- 2002 – Max Perutz, nhà sinh vật học người Áo, đoạt giải Nobel (s. 1914)
- 2008 - Thanh Phương, nam diễn viên Việt Nam (s. 1977)
- 2013 – Chokri Belaid, luật gia và chính trị gia người Tunisia (s. 1964)
- 2016 – Birte Tove, diễn viên người Đan Mạch (s. 1945)
- 2020 – Lý Văn Lượng, một bác sĩ nhãn khoa người Trung Quốc công tác tại Bệnh viện Trung ương Vũ Hán, người đầu tiên phát hiện ra căn bệnh Covid-19. (s. 1985)